# Iglesia de Santa Eulalia (Olsón)

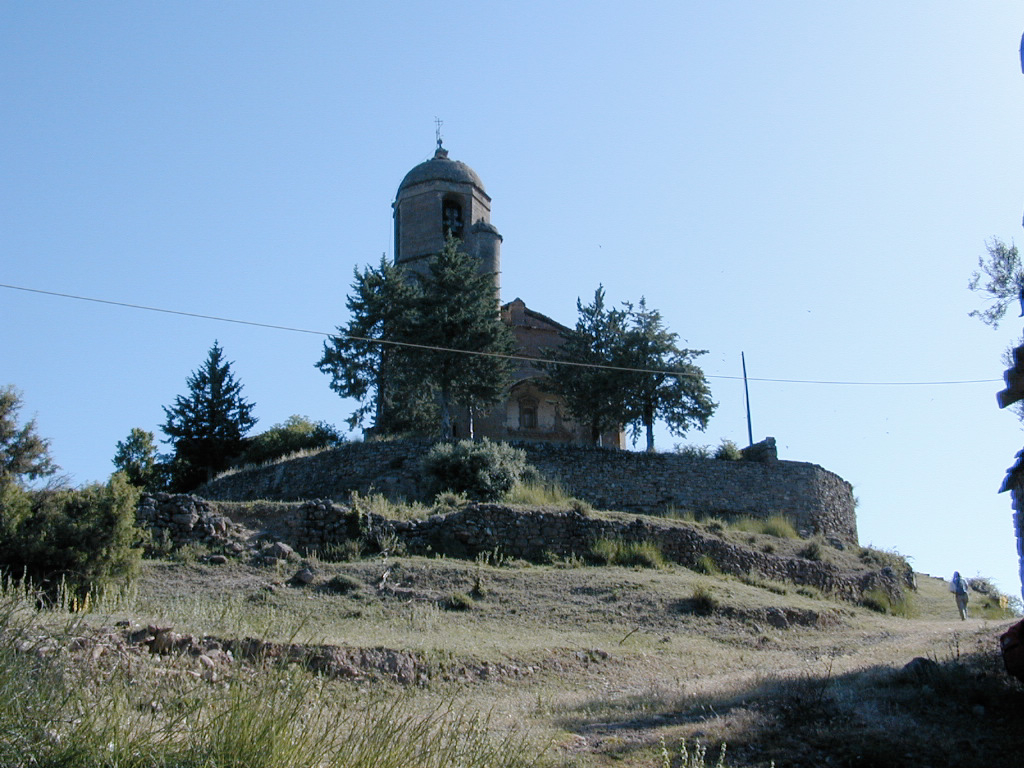
Iglesia de Santa Eulalia de Olsón, Huesca.

Se encuentra en la localidad de Olsón, perteneciente al municipio de Ainsa-Sobrarbe, en la comarca de Sobrarbe, provincia de Huesca, Aragón, España.
Ha sido declarada Monumento Nacional y Bien de Interés Cultural (BIC) y se le conoce popularmente también como la Catedral del Sobrarbe.

## Historia
Es un edificio construido en dos fases: la primera se acabó en 1546 y está datada por las inscripciones que hay en la puerta de la sacristía: IOANES TELLET ME FECIT 1546 / SANCHO CONESA DE BARBASTRO FIANCA / IOAN MARTI FIANCA. En esta fase se hizo la mayor parte del templo, que tiene cabecera poligonal y nave única dividida en dos tramos, cubiertos con bóvedas de crucería, con capillas entre los contrafuertes, dos a cada lado, y sacristía adosada al lado sur del presbiterio. Joan Tellet fusiona el gótico con el clasicismo renacentista; destaca la puerta de la sacristía, que parece seguir modelos del libro Medidas del Romano de Diego de Sagredo, publicado en 1521.
En la segunda fase se realizó el pórtico, cubierto con bóvedas terceletes, la monumental portada-retablo y la torre en el ángulo noroeste, y es obra del arquitecto Martín Torón según documentó Federico Balaguer.
En 1721 se llevó a cabo una renovación del interior, construyendo el coro y realizando la decoración pictórica actual.
En la última década se han desarrollado trabajos de restauración y conservación.

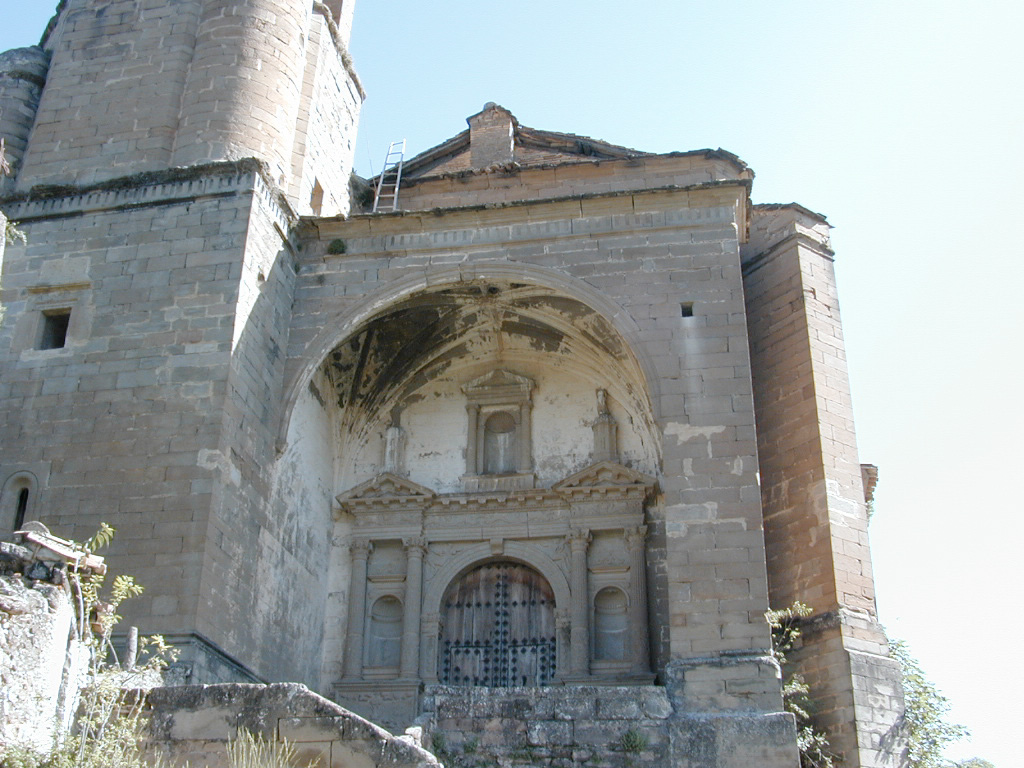
Portada.

## Descripción
Se trata de un edificio construido con una arquitectura que mezcla en gótico con el clasicismo renacentista. Posee enormes dimensiones y está construido en sillar. Presenta una nave rectangular compuesta de dos tramos y una cabecera poligonal. Tiene una sacristía adosada al sur del presbiterio y una torre en su lado N-E.
Los espacios se cubren mayormente con bóveda de crucería estrellada. El pórtico lo hace con terceletes y la sacristía con bóveda de cañón. Presenta una cuantiosa decoración tanto escultórica como pictórica en su interior. Destaca igualmente un alto coro situado a los pies de la nave y el púlpito, probablemente contemporáneo a la construcción del templo.
La torre está compuesta de tres cuerpos desiguales. El inferior es cuadrangular y los dos superiores octogonales. Destacan dos garitones situados en la zona intermedia.